# Гульхани
Мухаммад Шариф Гульхани (1770-е, Кокандское ханство — 1827), более известный просто как Гульхани — поэт и сатирик из Коканда. Творил на персидском, чагатайском, таджикском и узбецком языках.
О жизни Гулхани известно немного. Он был родом из семьи крестьянина. Корни его отца, как сообщается, лежат в том, что является современным центральным Таджикистана.
Гулхани служил сарбазом (воином) в свите правителя Кокандаа Мухаммада Умар-хана и его жены Надиры, которые спонсировали искусство и культуру в Кокандском ханстве и сами были поэтам.
Творчество поэта близко к народной поэзии, демократично по духу. Гульхани – основатель жанра басни в узбетской литературе. Известен как автор сатирического произведения  «Рассказы о Сове».